# Мазо, Дмитрий Аронович
Мазо, Дмитрий Аронович  (ивр. דמיטרי מזו‎;4 октября 1963, Москва) — израильский архитектор, профессор, магистр (2-я степень) архитектуры и градостроительства.

## Биография
Дмитрий Аронович Мазо родился в Москве в 1963 году. С 1970 по 1980 год учился в школе № 127. В период с 1980 по 1986 год учился в Московском Архитектурном Институте на факультете ЖОС, группа проф. Б. Г. Бархина, проф. А. Б. Некрасова и М. Белова, где получил диплом архитектора. В возрасте 24 лет стал самым молодым членом Союза архитекторов СССР. С 1986 по 1990 год работал в ЦНИИЭП Зрелищных зданий и спортивных сооружений им. Б. Мезенцева в Москве. С 1990 по 1991 год работал в израильском архитектурном бюро Б Барух-И.Саламон в Хайфе. С 1991 по 1992 год в архитектурном бюро Яков и Ора Яар в Тель-Авиве.
В 1992 году основал архитектурную студию DMazo, в которой работает до сегодняшнего дня. Студия расположена в Тель-Авиве и выполняет проекты во многих областях, включая архитектуру и градостроительство.
С 1994 по 1995 год Дмитрий Аронович занимал пост главного архитектора по градостроительству Тель-Авива и Центрального округа Израиля.
С 1995 по 2000 год руководил группой проектирования Тель-Авива. С 2000 по 2006 год занимал пост главного архитектора города Ход-ха-Шарон. В 2006 году был назначен государственным контролером по выводу поселений из Сектора Газа. В 2012 году получил пост государственного контролера по укреплению зданий и подготовке Израиля к землетрясениям. С 2016 года работает государственным контролером по прокладке линий скоростного общественного транспорта LRT в Тель-Авиве.
Также Дмитрий Аронович Мазо занимается преподавательской деятельностью, с 1998 по 2006 год преподавал архитектуру в «Колледже Иудеи и Самарии» в городе Ариэле  (позднее Ариэльский университет). В 2010 г. он получил звание профессора Академии архитектуры ЮНЕСКО.

## Проeкты
- 1986 г. Гастрольный театр «Playhouse» в Амстердаме. Нидерланды. — 2-я премия на конкурсе OISTATT
- Универсальный клуб досуга и спорта.- 1-я премия
- Реконструкция акад. Театра им. Маяковского. Москва — Победитель конкурса «Лучший проект 1986 года»
- Конгресс-центр на стрелке Москва-реки. 1986 г. — Лауреат конкурса на Биеннале в Софии
- Музыкально-драматический театр в Магадане 1987 1-я премия
- Административный центр поселка Гжель. Россия.1987г — 2-я премия
- Театр юного зрителя в Мурманске.1987 — 2-я премия
- Досуговый центр в городе г. Дархан. Монголия, 1987. 2-я премия
- Досуговый центр в городе Бакуриани. Грузия, 1987. Премия SKIA на конкурсе
- Кукольный театр в городе Калуга, 1987.2-я премия
- Административный центр муниципального образования Гжель, 1988.
- В жилом районе, в 700 — квартиры в городе Вольск Россия, 1988. Музыкальный театр в г. Вологда. Россия.
- Молодёжный досуговый центр в г. Вольск. Россия.
- Расширение Тэйт-Галери в Лондоне. Галереи Каро и Хокни. Великобритания .1989.
- Мастерплан нового города Тель-Цафит. Израиль.
- Конгресс-центр в Хайфе. 1990 г.
- 1991 г. Планировка районов г. Тель-Цафит. Израиль.
- Наброски плана нового города — Тель-Фелиция, 1991 г.
- Планировка жилого квартала, г. Эльад , 1992 г.
- 1993 г. Конкурс на правительственные здания в г. Берлине. Германия.
- 1994 г. Мастерплан нового поселка Xaр-Адар. Иерусалим. Израиль.
- Конкурс «Будущее Тель-авивского дома». Концепция по улучшению застройки Тель-Авива. — 1-я премия.
- 1996 г. Планировка района «В» в пос. Ар Адар. Иерусалим. Израиль.
- 1997 г. Проект ковровой застройки. Ар Адар. Израиль Коттеджный поселок в гор. Азур. Израиль.
- 2000 Проект школы «Тали» г. Од Ашарон, Израиль.
- Генплан города Од-xa-Шарон. План на развитие до 2020 года население до 150000 человек. Израиль.
- 2002 Проект расширения Зрелищно-Культурного центра г. Од Ашарон, Израиль
- Жилой район на 4200 квартир. Од Ашарон. Израиль.
- План центральной части города Од Ашарон. Израиль.
- 2003.Жилой район на 7700 квартир. Од Ашарон. Израиль.
- Синагога и культурный центр в городе Волгограде Россия, 2004.
- Центр школьного округа в Ашдоде 2005[4].
- Планировка центрального комплекса Олимпийских объектов в г. Сочи для Зимней Олимпиады-2014.Россия, 2006.
- Комплекс Дальневосточного ФГУ на острове Русский, Владивосток[5]. 1-я очередь — Комплекс Саммита государств АТЭС — 2008.
- 2009 г. Новый наземный павильон станции метро «Баксовет». г. Баку, Азербайджан
- Центр спорта и отдыха в городе Ростов 2009,.
- Музей музыки, консерватории в Цфате (концептуальный этап), 2011.
- Строительство жилых, коммерческих и офисных на улице Йефет в Яффо, 2012.
- Магазин сетевого узла книг" (концепция), 2012.
- Новая Центральная автобусная станция, Тель-Авив (концепция), 2012.
- Парк Народного Единства и Согласия, МО, Россия.
- Расширение Центральных выставочных площадей Тель-Авив, Израиль .
- Новая Центральная автобусная станция Тель-Авива, Израиль[4].
- Спортивный центр с трибунами на 300 посетителей, Москва, Россия
- Жилые, торговые и офисные здания, Яффо, Израиль.
- Павильон центральной станции метро, Баку, Азербайджан.
- Развлекательно Игровой центр г. Торжок, Россия.
- Генплан города Ход-Ха-Шарон, Израиль.
- Жилые кварталы в Израиле, России, Украине.
- Промышленные зоны и технопарки в Израиле, России.

## Награды
Победитель и финалист из 18 архитектурных и градостроительных конкурсов, среди них:
- Академический театр им. В. Маяковского — лучший проект 1986 года в СССР.
- Play House — театр в Амстердаме, Нидерланды — приз OISTATT.
- Будущее Тель-Авивского дома Израиль — первая премия.
- Развлекательный центр в г. Бакуриани, Грузия — приз Skia.
- Музыкально-драматического театра в Магадане, СССР — первая премия.
- Центр досуга в г. Ашдод, Израиль — первая премия.
- Административно-развлекательный центр Гжель, СССР — вторая премия.
- Досуговый Центр в городе Дархан, Монголия — вторая премия.

## Семейное положение
Женат. Имеет двух дочерей. В настоящее время живёт в Рамат-Гане.